# Franc Kos (častnik)
Franc Kos, znan tudi pod psevdonimi Slovenac, Žuti in Žuća, slovenski častnik in obsojeni vojni zločinec, * 16. julij 1966, Celje, Slovenija.
Franc Kos je obsojen sodelovanja pri genocidu v Srebrenici julija 1995, poboju okoli osem tisoč Muslimanov, ki so jih enote pod poveljstvom generala Ratka Mladića izvedle po padcu Srebrenice med vojno v Bosni in Hercegovini.
Franc Kos je mladost preživel v Gaberniku pri Kostrivnici in v Šmarju pri Jelšah. Ko je bil star 4 leta, mu je umrla mama. Ima enega brata in eno sestro. Kot najmlajši otrok v družini je nekaj časa živel v rejništvu. Ima osnovnošolsko izobrazbo. Vojaški rok je opravil v Jugoslovanski ljudski armadi (JLA) v vojašnici Crveni krst v Nišu, kjer so urili tudi diverzante. Po končanem vojaškem roku se je ob koncu osemdesetih zaposlil in do začetka devetdesetih let delal v enem od komunalnih podjetij na Celjskem. Kos ima slovensko državljanstvo in državljanstvo Bosne in Hercegovine.
Franc Kos je 1991 sodeloval v slovenski osamosvojitveni vojni. Po vojni za Slovenijo se je pridružil gardistom v Zagrebu in se sprva boril na hrvaški strani v Vukovarju, pozneje pa je v Mostarju vstopil v Hrvaški obrambni svet (hrvaško Hrvatsko vijeće obrane; kratica HVO). Januarja 1993 se je pridružil Vojski Republike Bosne in Hercegovine (Vojska RBiH, bošnjaško Armija BiH), kot vojak 3. voda, 2. bataljona Tuzlanske brigade, zveste takratnemu bošnjaškemu voditelju Aliji Izetbegoviću. V začetku 1993 ga je aretirala vojna policija Vojske RBiH, ker je pomagal Srbom, da so lahko prehajali bojne linije na teritorij Republike Srbske. Po prestani štiridesetdnevni zaporni kazni je Kos pobegnil na srbsko stran, kjer je bil ponovno aretiran in zaprt v taborišču Batković.  
Iz zapora je bil izpuščen februarja 1994, kot član skupine sedmih ljudi, ki so jo med drugim sestavljali Zijad Žigić, Stjepan Pranić, Dražen Erdemović in na čelu kapetan Zoran Manojlović. Ta skupina je bila pod komando Uprave za obveščevalne zadeve (srbsko Uprave za obaveštajne poslove) oziroma njenega načelnika Petra Salapure. Osnovna naloga skupine je bila izvajanje diverzantskih akcij na teritoriju sovražnikov. Zaradi spora o zahtevani širitvi nalog delovanja skupine med Salapuro in Manojlovićem, so slednjega premestili in preostalo skupino oktobra 1994 preoblikovali v 10. diverzantski odred Vojske Republike Srbske (kratica VRS). Franc Kos pa je postal poveljnik prvega t. i. Bijeljinskega voda in imel vojaški čin podporočnika. Odred je vodil Milorad Mišo Pelemiš, ki danes živi v Beogradu. Odred je sestavljalo okoli 70 vojakov - plačancev s profesionalnimi pogodbami - srbske, hrvaške, bošnjaške in slovenske narodnosti, ki so bili neposredno pod poveljstvom generala Ratka Mladića. 
Franc Kos je iz enote odšel konec leta 1996, ko mu je potekla dvoletna pogodba. Leta 1997 ga je kontaktiral Milorad Pelemiš in mu ponudil trimesečni vojni angažma v Zairu v okviru srbske Službe državne varnosti. Po vrnitvi iz Zaira je Kos živel v Novem selu pri Bijeljini pod lažnim imenom "Branimir Manojlović", kjer se je vse do aretacije 19. aprila 2010 ukvarjal s kleparstvom in vodovodnimi deli.
Organi pregona v Bosni in Hercegovini ga sumijo, da je 16. julija 1995 na vojni akademiji Branjevo v Pilici pri Zvorniku sodeloval pri poboju več kot 800 moških in dečkov. Tiralica za Francem Kosom je bila razpisana avgusta 2008. Hrvaška policija ga je prijela 19. aprila 2010 in aretirala na hrvaško-srbskem mejnem prehodu Bajakovo, na osnovi Interpolove mednarodne t. i. rdeče tiralice ter ga kasneje predala oblastem Bosne in Herzegovine. 
Sojenje Kosu se je začelo 14. decembra 2011 na sodišču BiH v Sarajevu, ki ga sestavljajo sodniki in tožilci iz Bosne in Hercegovine ter mednarodne skupnosti. Sodišče se ukvarja s tistimi vojnimi zločini, ki jih na haaškem tribunalu zaradi časovnih omejitev ne bodo mogli obravnavati. Poleg Kosa so obtoženi še Stanko Kojić, Vlastimir Golijan in Zoran Goronja. Junija 2012 je bil obsojen na 40 let zapora za poboje v Srebrenici. Po pritožbi mu je bila na drugi stopnji zaporna kazen zmanjšana na 35 let.